# كرة القدم في الألعاب الفرانكوفونية
تقام بطولة كرة القدم في الألعاب الفرانكوفونية كل أربع سنوات. يتم التنافس عليها من قبل الدول الناطقة بالفرنسية وعادة ما تُشارك فيها المنتخبات الوطنية للشباب. تعتبر منتخبات المغرب وكندا والكونغو الوحيدة التي فازت بالبطولة مرتين.

## إحصائيات
| السنة       | المُضيف     | النهائي    | النهائي           | النهائي    | مباراة المركز الثالث | مباراة المركز الثالث | مباراة المركز الثالث        |
| السنة       | المُضيف     | البطل      | النتيجة           | الوصيف     | المركز الثالث        | النتيجة              | المركز الرابع               |
| ----------- | ---------- | ---------- | ----------------- | ---------- | -------------------- | -------------------- | --------------------------- |
| 1989 تفاصيل | المغرب     | كندا       | 4 - 1             | المغرب     | الكونغو              | 3 - 2                | فرنسا                       |
| 1994 تفاصيل | فرنسا      | فرنسا      | 3 - 2             | مصر        | الكونغو              | 2 - 1                | المغرب                      |
| 1997 تفاصيل | مدغشقر     | كندا       | 0 - 0 (3-2 ركلة.) | الكونغو    | الكاميرون            | 2 - 1                | مدغشقر                      |
| 2001 تفاصيل | كندا       | المغرب     | 1 - 0             | فرنسا      | مصر                  | 3 - 0                | الكاميرون                   |
| 2005 تفاصيل | النيجر     | ساحل العاج | 3 - 0             | السنغال    | بوركينا فاسو         | 0 - 0 (5-4 ركلة.)    | الكاميرون                   |
| 2009 تفاصيل | لبنان      | الكونغو    | 0 - 0 (5-3 ركلة.) | ساحل العاج | المغرب               | 3 - 1                | كندا                        |
| 2013 تفاصيل | فرنسا      | الكونغو    | 2 - 1             | المغرب     | السنغال              | 0 - 0 (11-10 ركلة.)  | ساحل العاج                  |
| 2017 تفاصيل | ساحل العاج | المغرب     | 1 - 1 (6-5 ركلة.) | ساحل العاج | مالي                 | 2-1                  | جمهورية الكونغو الديمقراطية |

## سجل الأبطال
| المُنتخب                     | اللّقب          | الوصافة        | المركز الثالث  | المركز الرابع  |
| --------------------------- | -------------- | -------------- | -------------- | -------------- |
| المغرب                      | 2 (2001، 2017) | 2 (1989، 2013) | 1 (2009)       | 1 (1994)       |
| الكونغو                     | 2 (2009، 2013) | 1 (1997)       | 2 (1989، 1994) | -              |
| كندا                        | 2 (1989، 1997) | -              | -              | 1 (2009)       |
| ساحل العاج                  | 1 (2005)       | 2 (2009، 2017) | -              | 1 (2013)       |
| فرنسا                       | 1 (1994)       | 1 (2001)       | -              | 1 (1989)       |
| مصر                         | -              | 1 (1994)       | 1 (2001)       | -              |
| السنغال                     | -              | 1 (2005)       | 1 (2013)       | -              |
| الكاميرون                   | -              | -              | 1 (1997)       | 2 (2001، 2005) |
| بوركينا فاسو                | -              | -              | 1 (2005)       | -              |
| مالي                        | -              | -              | 1 (2017)       | -              |
| مدغشقر                      | -              | -              | -              | 1 (1997)       |
| جمهورية الكونغو الديمقراطية | -              | -              | -              | 1 (2017)       |